# فالنتاين غرانت
فالنتاين غرانت (بالإنجليزية: Valentine Grant)‏ هي ممثلة أمريكية، ولدت في 14 فبراير 1881 في الولايات المتحدة، وتوفيت بنفس المكان في 12 مارس 1949.

## وصلات خارجية
- فالنتاين غرانت على موقع IMDb (الإنجليزية)
- فالنتاين غرانت على موقع أول موفي (الإنجليزية)
- فالنتاين غرانت على موقع كينوبويسك (الروسية)